# 纹果紫堇
纹果紫堇（学名：Corydalis striatocarpa）为罂粟科紫堇属下的一个种。

## 扩展阅读
- 維基物種上的相關：纹果紫堇